# Amantur Ismaiłow
Amantur Turatbekowicz Ismaiłow (kirg. Амантур Туратбекович Исмаилов ;ur. 29 grudnia 1997) – kirgiski zapaśnik walczący w stylu klasycznym. Olimpijczyk z Paryża 2024, gdzie zajął piąte miejsce w kategorii do 67 kg. Brązowy medalista mistrzostw świata w 2022 roku.
Trzeci na igrzyskach azjatyckich w 2018 i mistrzostw Azji w 2021. Wicemistrz igrzysk solidarności islamskiej w 2021. Trzeci na mistrzostwach Azji U-23 w 2019 roku.